# RIZIN LANDMARK 8
RIZIN LANDMARK 8 in SAGA（ライジン・ランドマーク・エイト・イン・サガ）は、日本の総合格闘技団体「RIZIN」の大会の一つ。
2024年2月24日に佐賀県佐賀市SAGAアリーナで開催された。

## 概要
2024年の開幕戦。RIZIN LANDMARKとして8回目の大会にしてRIZIN TRIGGER 2nd以来2年ぶりとなる2月開催で、RIZIN初の佐賀県での開催となった。メインイベントのライト級マッチでは、ライト級王者ホベルト・サトシ・ソウザへの事実上の挑戦者決定戦として、ルイス・グスタボと堀江圭功が対戦し、グスタボがフルマークで判定勝ちを収めた。

## 対戦カード

### オープニングファイト
第1試合 キックボクシングルール 53.0kg契約ワンマッチ 3分3R
×  石郷慶人 vs.  片島聡志 ○
3R終了 判定0-2（29-30、29-29、29-30）
第2試合 キックボクシングルール 62.5kg契約ワンマッチ 3分3R
×  般若HASHIMOTO vs.  力斗 ○
3R終了 判定0-3（27-28、27-28、27-28）
第3試合 キックボクシングルール 62.5kg契約ワンマッチ 3分3R
○  REITO BRAVELY vs.  古村匡平 ×
1R 1:49 TKO（左ストレート）
第4試合 MMA特別ルール 61.0kg契約ワンマッチ 5分2R
○  八尋大輝 vs.  荒木雄登 ×
2R 2:36 リアネイキッドチョーク
第5試合 MMA特別ルール 60.0kg契約ワンマッチ 5分2R
×  RYOGA vs.  堺龍平 ○
2R終了 判定1-2

### 本戦
第1試合 キックボクシングルール 58.0kg契約ワンマッチ 3分3R
○  寺田匠 vs.  冨永武聖 ×
1R 1:54 TKO（3ノックダウン）
第2試合 MMAルール 57.0kg契約ワンマッチ 5分3R
○  伊藤裕樹 vs.  上田将年 ×
3R終了 判定3-0
第3試合 MMAルール 61.0kg契約ワンマッチ 5分3R
×  瀧澤謙太 vs.  野瀬翔平 ○
2R 2:48 TKO（グラウンドエルボー）
第4試合 MMAルール 77.0kg契約ワンマッチ 5分3R
○  阿部大治 vs.  押忍マン洸太 ×
1R 1:35 KO（右フック）
第5試合 MMAルール 66.0kg契約ワンマッチ 5分3R
×  芦田崇宏 vs.  鈴木博昭 ○
1R 4:29 TKO（グラウンドパンチ）
第6試合 MMAルール 49.0kg契約ワンマッチ 5分3R
○  大島沙緒里 vs.  クレア・ロペス ×
2R 3:18 腕ひしぎ十字固め
第7試合 MMAルール 71.0kg契約ワンマッチ 5分3R
○  矢地祐介 vs.  白川陸斗 ×
2R 5:00 リアネイキッドチョーク
第8試合 MMAルール 66.0kg契約ワンマッチ 5分3R
×  摩嶋一整 vs.  今成正和 ○
2R 1:37 腕ひしぎ十字固め
第9試合 MMAルール 71.0kg契約ワンマッチ 5分3R
○  ルイス・グスタボ vs.  堀江圭功 ×
3R終了 判定3-0

### カード変更
カード変更は以下の通り。
- ヴガール・ケラモフ vs. 摩嶋一整 →ケラモフが来日不可能のため、今成正和が代役出場。
- 矢地祐介 vs. キム・ギョンピョ →キムの練習中の怪我のため、白川陸斗が代役出場。
- 浜崎朱加 vs. クレア・ロペス →浜崎が左尺骨骨幹部を骨折したため、大島沙緒里が代役出場。
- トゥラル・ラギモフ vs. 田中半蔵 →ラギモフが来日不可能、田中が右腓腹筋を損傷したため、試合中止。
- RYOGA vs. 持田哲兵 →持田が怪我のため、堺龍平が代役出場。